# Laurina Oliveros
Laurina Oliveros (Ramallo, 10 settembre 1993) è una calciatrice argentina, portiere del Boca Juniors e della nazionale argentina.

## Carriera
Inizia a giocare a calcio a livello amatoriale all'età di cinque anni, prima a Ramallo e poi negli Stati Uniti, dove il calcio femminile era molto più diffuso.
Nel 2008 ha debuttato nel calcio professionistico con l'UAI Urquiza, club in cui ha militato fino al 2019, ad eccezione di un'esperienza di un anno nel Santiago Morning, conquistando 4 campionati nazionali.
Nel 2009 è stata convocata per la prima volta dalla Nazionale di calcio femminile dell'Argentina, prima nella rappresentativa Under-17, poi in quella Under-20 ed infine in quella maggiore.

## Palmarès

### Club
- Campionato argentino: 4

UAI Urquiza: 2012, 2014, 2016, 2017-2018
Boca Juniors: 2020, 2021

## Onorificenze e riconoscimenti
- 2010 - Premio Alumni - Calcio femminile categoria "Jugadora Destacada"[4];
- 2011, 2012 - Municipalità di Rapallo - Diploma d'onore in occasione della giornata della donna[5];
- 2018 - Senato argentino - Diploma d'onore per il terzo posto ottenuto al Campionato sudamericano femminile di calcio 2018[6][7];